# Senecio haworthii
Senecio haworthii là một loài thực vật có hoa trong họ Cúc. Loài này được (Sweet) Sch.Bip. miêu tả khoa học đầu tiên năm 1845.